# Interventions sur le marché des changes
Les interventions sur le marché des changes (ou interventions de change) sont des échanges de devises effectués par une banque centrale sur le marché des changes.
Elles visent à modifier la valeur du taux de change entre la monnaie nationale et les monnaies étrangères. Ces interventions ne sont pas toujours rendues publiques par les banques centrales.

## Concept

### Présentation
Les devises internationales peuvent être achetées plus ou moins librement sur le marché des changes. Ce marché centralise les ordres d'achat et de vente de monnaie. La détention de devise est nécessaire pour commercer avec des entreprises exigeant d'être payées dans leur propre monnaie ou dans une monnaie étrangère qui n'est pas celle du pays acheteur.
Ces ordres d'achat et de vente de devises peuvent avoir des effets déstabilisateurs, d'autant plus que les monnaies, notamment les devises flottantes (dont la valeur n'est pas fixe) peuvent faire l'objet d'attaques spéculatives et sont sujettes à des appréciations ou dépréciations en fonction du comportement des investisseurs.
La banque centrale dispose dans son arsenal de moyens d'action sur le marché des changes. L'objectif de la banque centrale constitue sa politique de change. Elle peut, en émettant elle-même des ordres d'achat ou de vente, empêcher des variations du taux de change, réduire une sur-évaluation ou une sous-évaluation trop importantes. Dans le cas où la monnaie a un taux de change fixe et qu'elle est en train de se déprécier ou s'apprécier, elle peut agir pour défendre la valeur de la monnaie. 

### Fonctionnement
Afin de faire varier le prix de sa devise, ou d'une devise étrangère, la banque centrale joue sur l'offre et la demande. En effet, si la devise nationale est très demandée, la loi de l'offre et de la demande fait que sa valeur augmente. La monnaie s'appréciant, la banque centrale peut craindre que le pays devienne moins compétitif. Alors, la banque centrale mettre en vente sa monnaie : cela augmente l'offre, ce qui rééquilibre le cours de la monnaie. A contrario, si la monnaie se dévalue car les investisseurs n'en veulent plus, la banque centrale peut racheter massivement de la devise nationale afin de générer une demande artificielle et réaugmenter son prix.
Les devises acquises par la banque centrale constituent sa réserve de change.

## Stérilisation
L'action de la banque centrale peut être inflationniste. En effet, si elle rachète beaucoup de devises en créant de la monnaie, la masse monétaire augmente, ce qui peut créer une tension inflationniste. Les banques centrales ont ainsi développé une méthode dite de stérilisation, qui contrecarre l'effet de l'augmentation de l'offre de monnaie.
Conséquemment, lorsque la banque centrale achète de la monnaie étrangère et paie avec de la monnaie nationale, afin de ne pas trop augmenter le stock global de monnaie nationale, elle peut décider de retirer la monnaie nationale du système financier. Dans le sens contraire, lorsqu'elle achète de la monnaie nationale et vend la monnaie étrangère, pour ne pas trop diminuer le stock global de monnaie nationale (et donc en apprécier le cours) et ne pas générer d’inflation, elle émet un montant équivalent de monnaie nationale au sein du système financier.

## Débats et controverses
L'efficacité des interventions des banques centrales est variable. Une banque centrale faible a plus de difficulté à défendre une devise ou passer des ordres d'achat importants qu'une banque centrale importante. L'histoire a montré que lorsque des banques centrales puissantes se coordonnent pour agir de concert sur le marché des changes, le résultat peut être important. Il en fut ainsi des accords du Plaza, qui permirent la dépréciation du dollar face au yen et aux monnaies européennes, et des accords du Louvre.
La plupart des études macroéconomiques a montré que les interventions sur les marchés de changes peuvent être efficaces à court terme mais pas à long terme. La valeur de la monnaie est, à long terme, déterminée par des variables différentes. Une étude de Sarno et Taylor (2001) montre qu'à long terme, les interventions sur le marché des changes ont un effet limité.